# Les 4 Fantastiques (film, 2015)
Pour les articles homonymes, voir Les Quatre Fantastiques (homonymie).
Pour plus de détails, voir Fiche technique et Distribution.
Les 4 Fantastiques (Fantastic Four) est un film de super-héros américano-germano-britannique réalisé par Josh Trank et sorti en 2015.
Le film met en vedette Les Quatre Fantastiques, une équipe de super-héros créée par Jack Kirby et Stan Lee pour les comics Marvel. C'est le troisième film sur ces personnages développé par la 20th Century Fox après Les Quatre Fantastiques (2005) et Les Quatre Fantastiques et le Surfer d'argent (2007). Il s'agit cependant d'un reboot de la franchise. Le scénario est écrit par Josh Trank, Simon Kinberg et Jeremy Slater. 
Dans cette nouvelle version, l'équipe doit apprendre à exploiter ses pouvoirs, acquis à partir d'un univers alternatif, afin de sauver la Terre menacée par un ancien membre de l'équipe.
Les 4 Fantastiques reçoit des critiques négatives et est un échec au box-office, ne rapportant que 167 millions de dollars de recettes pour un budget de 122 millions de dollars.

## Synopsis
Quatre jeunes scientifiques se téléportent dans un univers parallèle dangereux qui fait subir à leurs corps des transformations irréversibles. Leurs vies étant transformées à jamais, ils doivent apprendre à maîtriser leurs nouvelles capacités et à travailler ensemble afin de sauver la Terre d'un ancien ami devenu ennemi.

## Fiche technique
Sauf indication contraire, les informations mentionnées dans cette section peuvent être confirmées par les bases de données cinématographiques IMDb et Allociné,  présentes dans la section « Liens externes ».
- Titre original : Fantastic Four
- Titre français et québécois : Les 4 Fantastiques
- Réalisation : Josh Trank
- Scénario : Simon Kinberg, Josh Trank et Jeremy Slater, d'après les comics créés par Jack Kirby et Stan Lee, édités par Marvel Comics
- Musique : Marco Beltrami et Philip Glass
- Direction artistique : Ravi Bansal, Tristan Paris Bourne, Steve Cooper, Douglas Cumming, Tom Frohling, Brian Kane, Miguel López-Castillo, Lisa Vasconcellos et Clint Wallace
- Décors : Chris Seagers et Molly Hughes
- Costumes : George L. Little
- Photographie : Matthew Jensen
- Son : Brian Bair, Jason Chiodo, Will Files, Craig Henighan, Paul Massey, Erin Michael Rettig, Paul Ledford
- Montage : Elliot Greenberg et Stephen E. Rivkin
- Production : Matthew Vaughn, Simon Kinberg, Robert Kulzer, Gregory Goodman et Hutch Parker
  - Production déléguée : Stan Lee, Avi Arad et Bill Bannerman
  - Production associée : Cliff Lanning
- Sociétés de production[2] :
  - États-Unis : Kinberg Genre et Genre Films, présenté par Twentieth Century Fox, en association avec Marvel Entertainment et TSG Entertainment
  - Royaume-Uni : Marv Films et Moving Picture Company
  - Allemagne : en association avec Constantin Film
- Société de distribution : Twentieth Century Fox
- Budget : 120 millions de $[3]
- Pays de production :  États-Unis,  Allemagne,  Royaume-Uni
- Langues originales : anglais, espagnol
- Format[4] : couleur - 35 mm / D-Cinema - 2,39:1 (Cinémascope) - son Dolby Surround 7.1 | Dolby Atmos | Dolby Digital | Datasat
- Genre : action, aventures, fantastique, science-fiction, super-héros
- Durée : 100 minutes
- Dates de sortie[5] :
  - France, Suisse romande : 5 août 2015[6]
  - Royaume-Uni : 6 août 2015
  - États-Unis, Québec : 7 août 2015[7]
  - Allemagne : 13 août 2015
  - Belgique : 26 août 2015[8]
- Classification[9] :
  - États-Unis : accord parental recommandé, film déconseillé aux moins de 13 ans (PG-13 - Parents Strongly Cautioned)[Note 2]
  - Allemagne : interdit aux moins de 12 ans (FSK 12)
  - Royaume-Uni : les enfants de moins de 12 ans doivent être accompagnés d'un adulte (12A - Suitable for 12 years and over)
  - France : tous publics[10]
  - Belgique : tous publics (Alle Leeftijden)[8]
  - Suisse romande : interdit aux moins de 10 ans[11]
  - Québec : tous publics - déconseillé aux jeunes enfants (G - General Rating)[7]

## Distribution
- Miles Teller[12] (VF : Gauthier Battoue ; VQ : David Laurin) : Reed Richards / Mister Fantastique
- Michael B. Jordan[12] (VF : Jean-Baptiste Anoumon ; VQ : Éric Bruneau) : Johnny Storm / La Torche humaine
- Kate Mara[12] (VF : Olivia Luccioni ; VQ : Claudia-Laurie Corbeil) : Susan Storm / La Femme invisible
- Jamie Bell[12] (VF : Donald Reignoux ; VQ : Hugolin Chevrette-Landesque) : Benjamin Grimm / La Chose
- Toby Kebbell[13] (VF : Marc Arnaud ; VQ : Jean-François Beaupré) : Victor von Doom / Docteur Fatalis
- Reg E. Cathey[14] (VF : Paul Borne ; VQ : Jean-François Blanchard) : Dr Franklin Storm
- Tim Blake Nelson[15] (VF : Jérôme Keen ; VQ : Tristan Harvey) : Harvey Allen
- Dan Castellaneta (VF : Bernard Gabay) : M. Kenny
- Tim Heidecker : le Beau-père de Reed
- Mary-Pat Green : la mère de Benjamin
- Owen Judge (VF : Jules Timmerman) : Reed Richards jeune
- Evan Hannemann : Benjamin Grimm jeune

Sources et légende: Version française (VF) sur AlloDoublage et Version québécoise (VQ) sur Doublage Québec

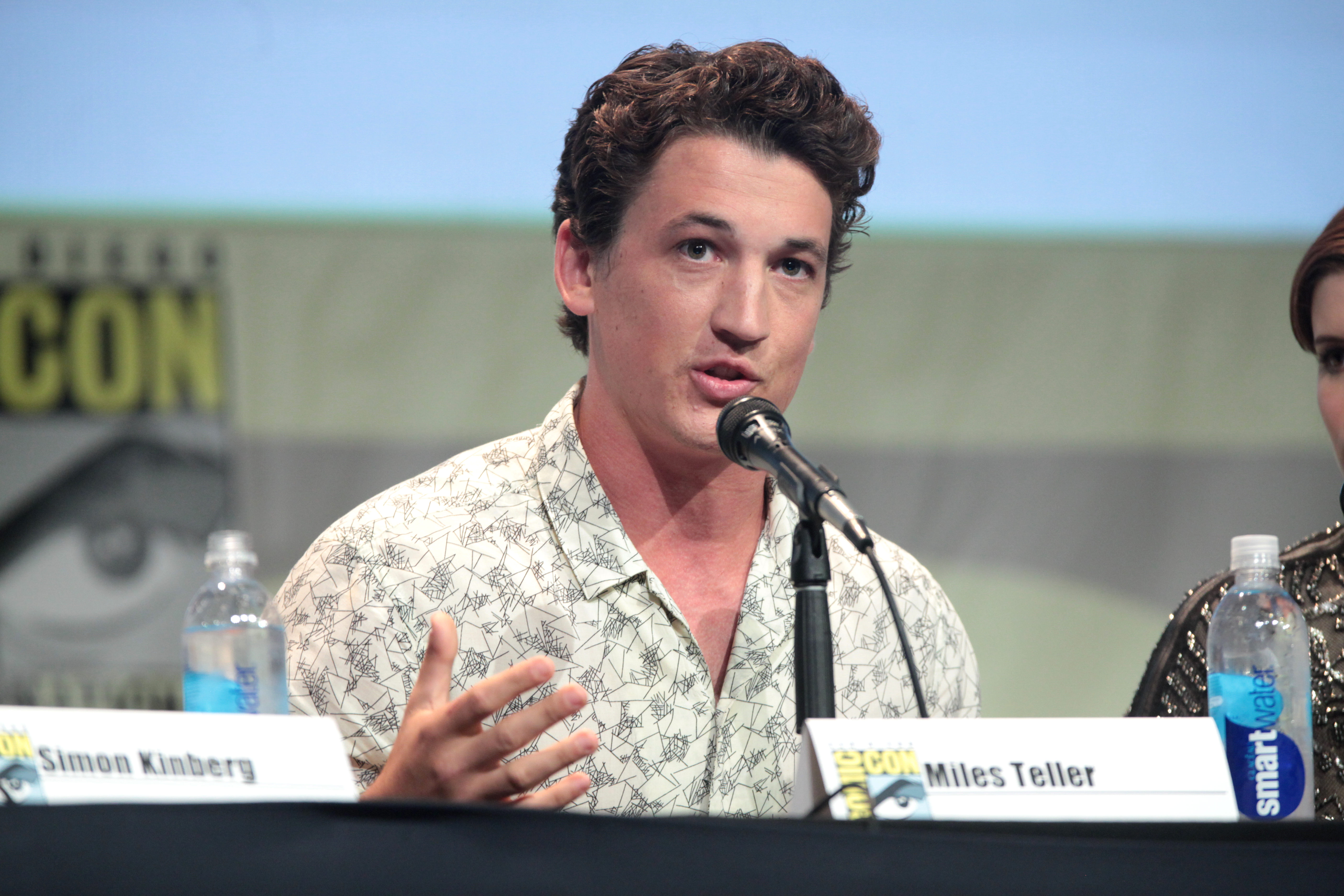
Miles Teller est Reed Richards
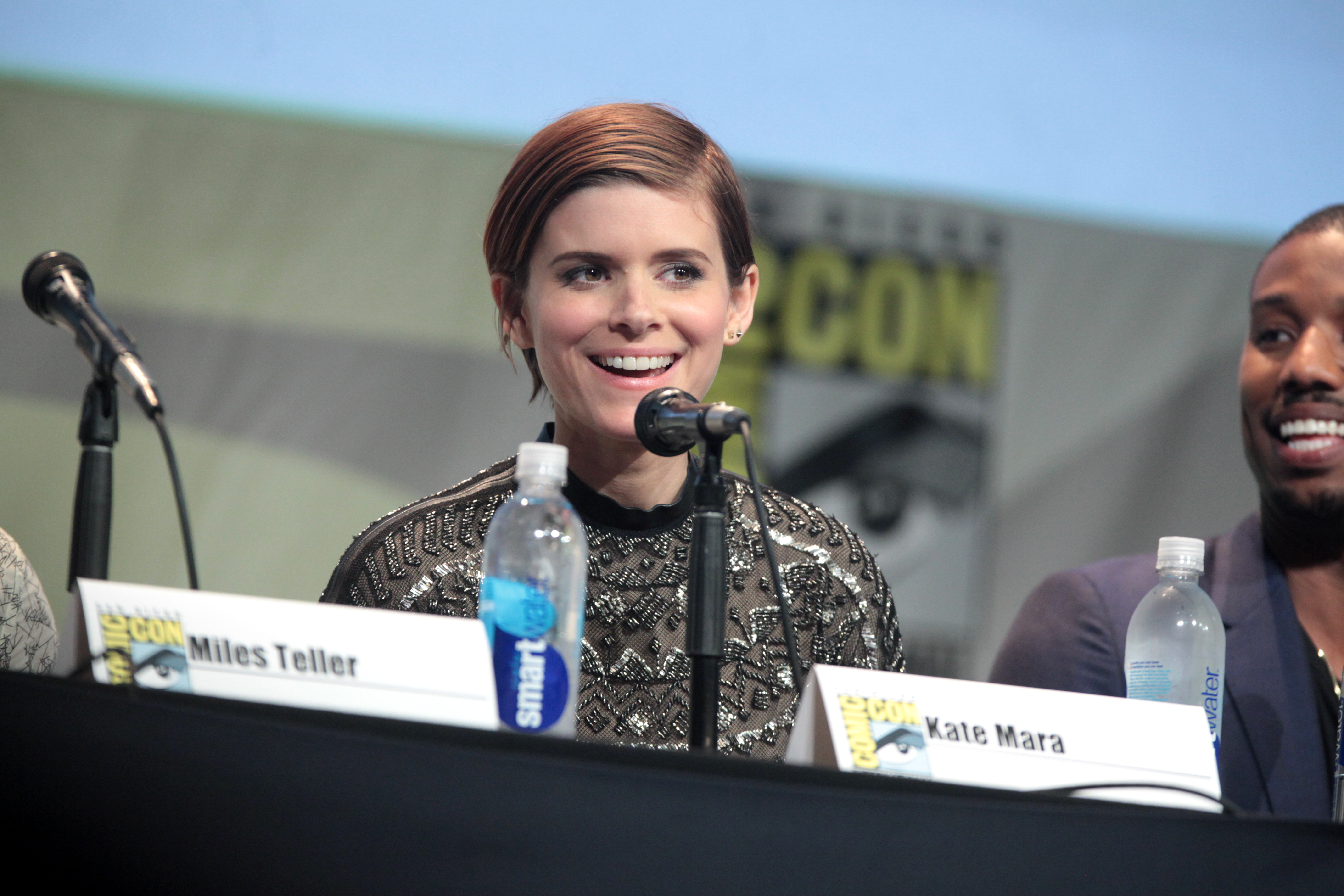
Kate Mara est Susan Storm
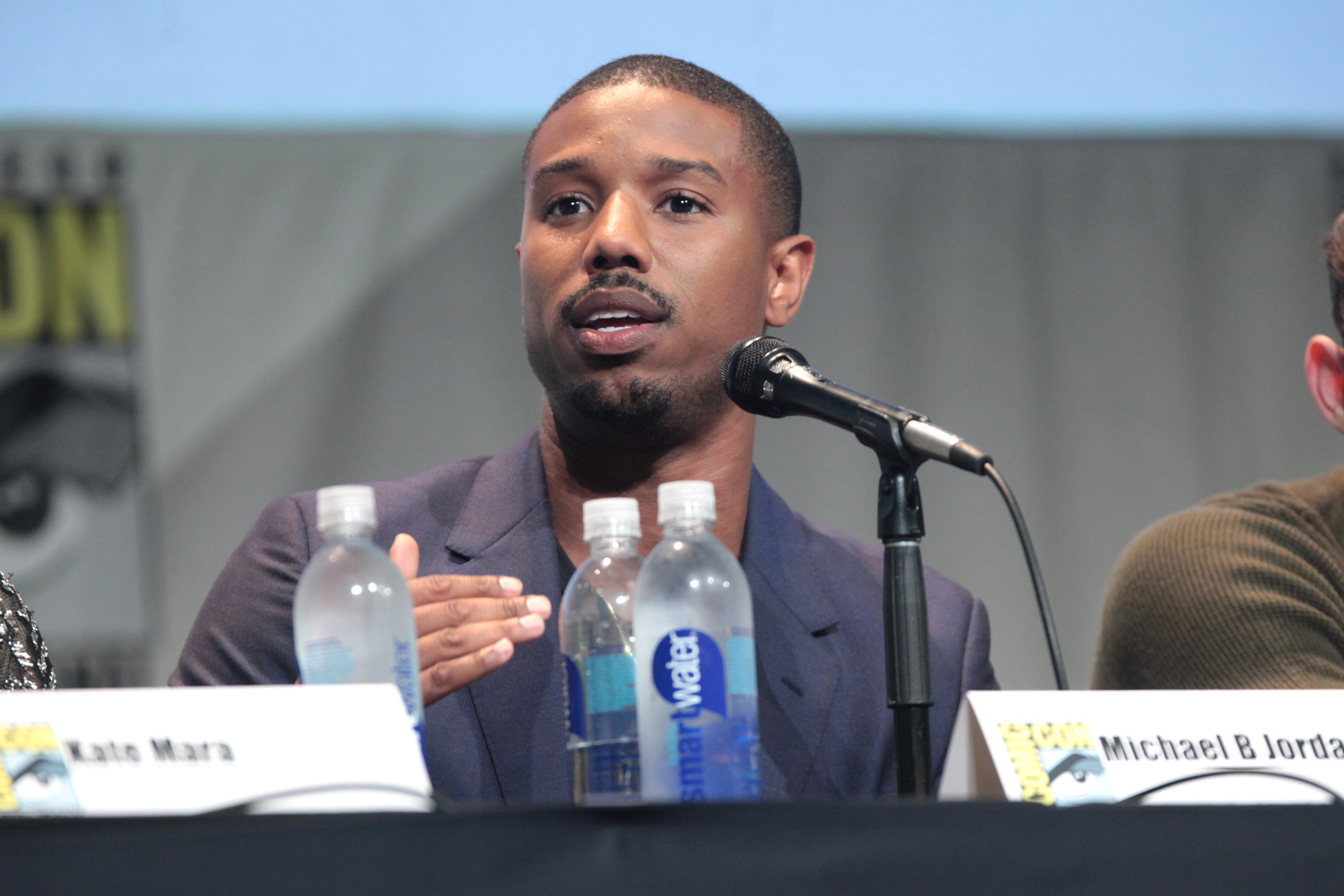
Michael B. Jordan est Johnny Storm
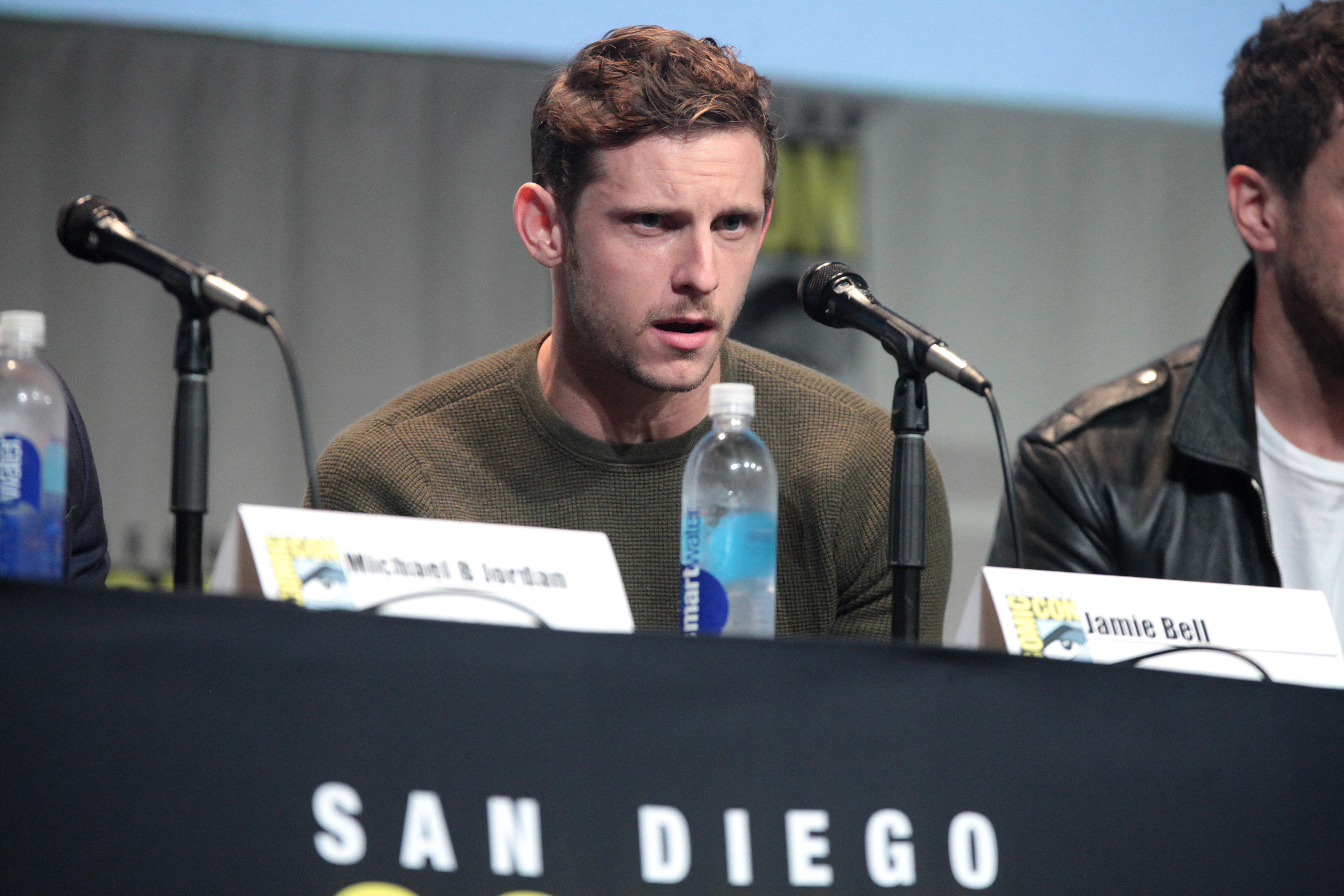
Jamie Bell est Benjamin Grimm
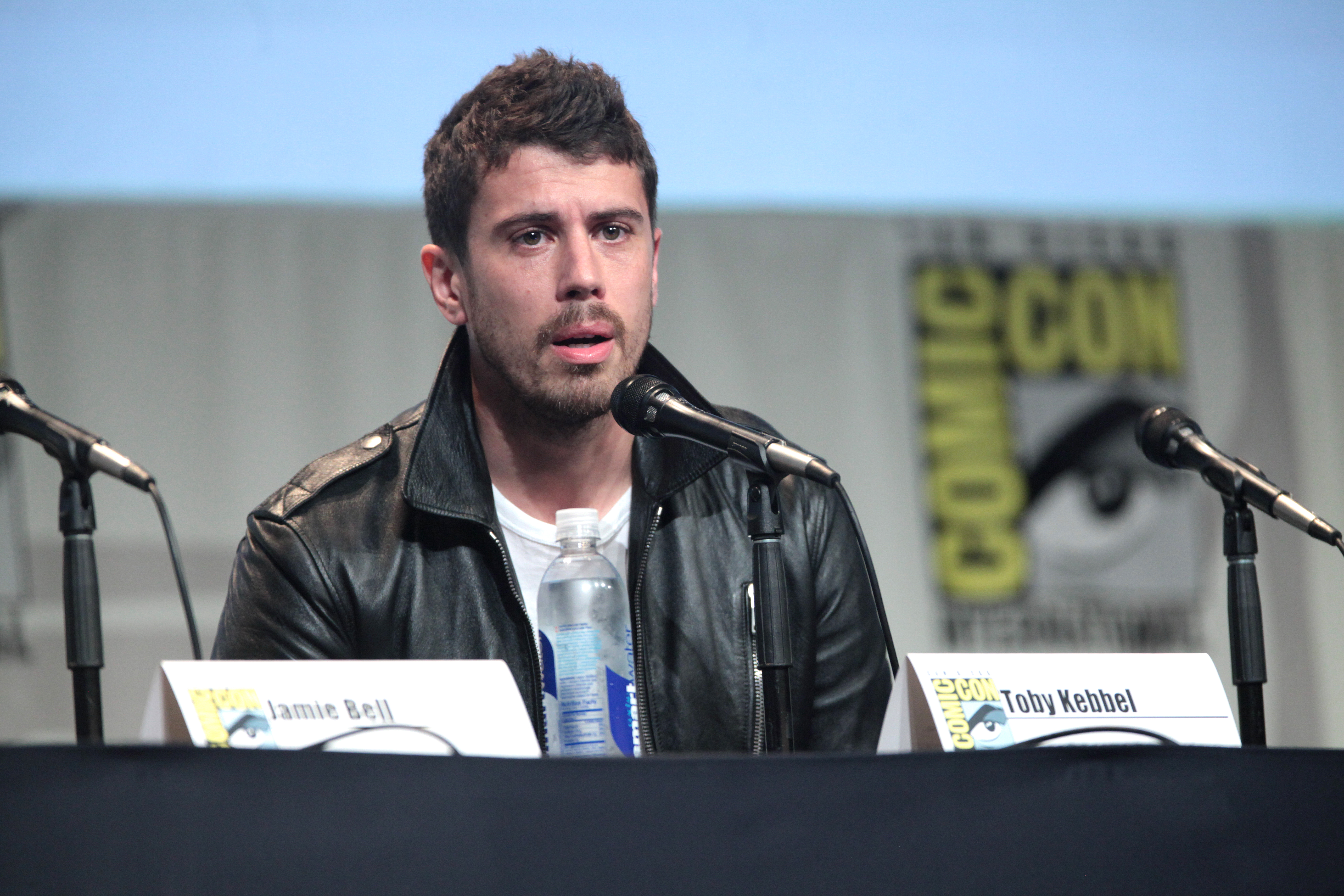
Toby Kebbell est Docteur Fatalis

## Production

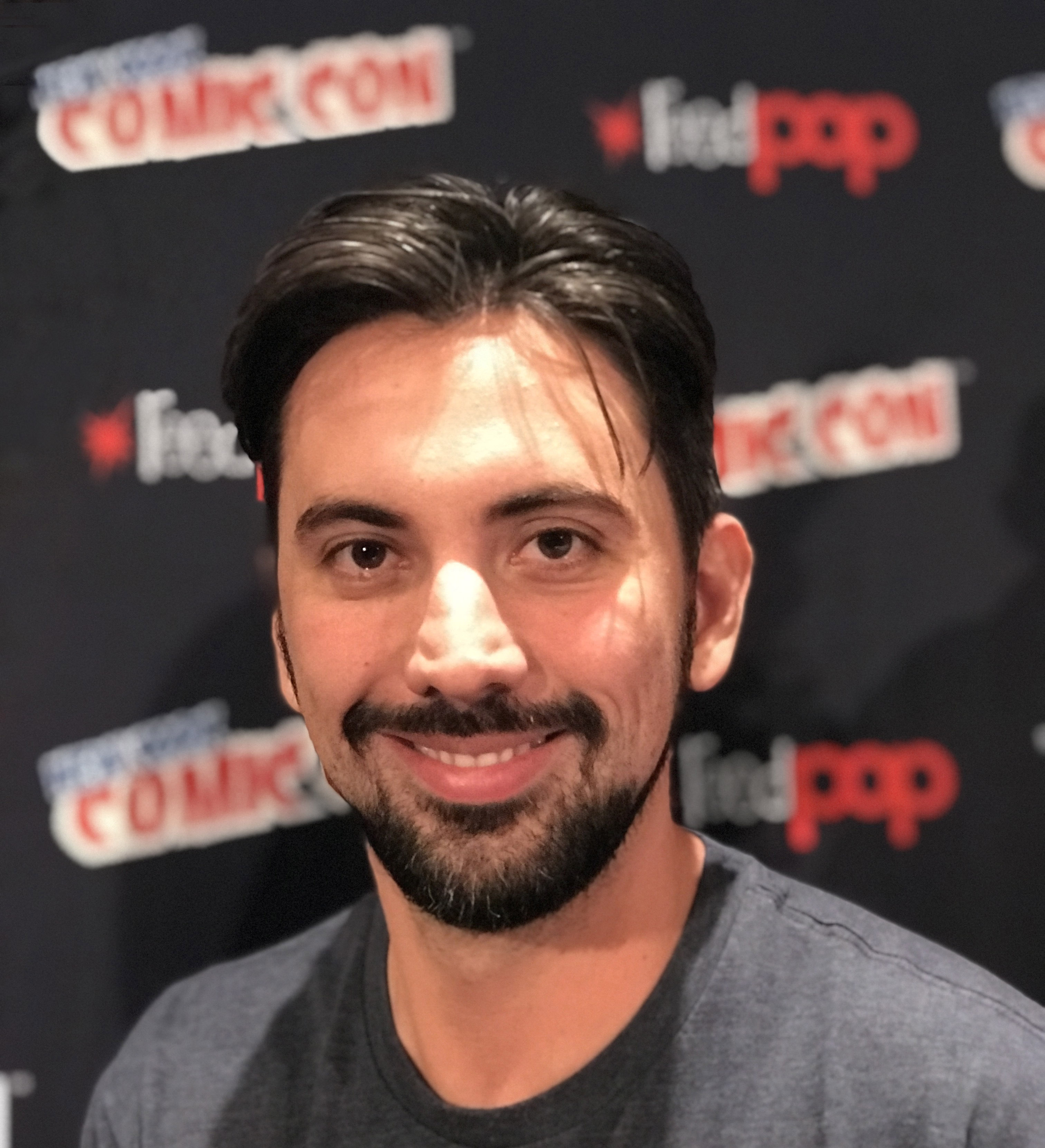
L'auteur du scénario original du film, Jeremy Slater.

### Développement
En août 2009, après les résultats jugés décevant des Quatre Fantastiques et le Surfer d'argent au box-office, le troisième est annulé. La 20th Century Fox annonce vouloir faire un reboot des Quatre Fantastiques,. En février 2012, Josh Trank est annoncé à la réalisation et Jeremy Slater au scénario,. Par la suite, en octobre 2013, Simon Kinberg est embauché pour co-écrire et produire le film.

### Attribution des rôles
En février 2014, les personnages incarnant les Quatre Fantastiques sont attribués : Miles Teller sera Mr. Fantastic, Kate Mara sera la Femme Invisible, Michael B. Jordan jouera le rôle de la Torche humaine et Jamie Bell est La Chose. Le choix de Michael B. Jordan pour jouer le rôle de Johnny Storm / La Torche Humaine, est critiqué par certains fans, à cause du changement de la couleur de peau du personnage par rapport à la version originale du comics. Selon le réalisateur, il voulait faire de la Femme Invisible et la Torche humaine des enfants d'une famille mixte avec des carnations différentes, comme dans sa propre famille[réf. nécessaire].
En avril 2014, Toby Kebbell est annoncé dans le rôle du docteur Fatalis, après le poisson d'avril concernant l'acteur Kellan Lutz.
En mai 2014, Tim Blake Nelson est confirmé dans le rôle d'Harvey Elder, connu dans le comics pour être le super-vilain l'Homme-taupe, mais il n'apparait finalement pas comme tel dans le film.

### Tournage
Le tournage se termine le 2 août 2014. La 20th Century Fox précise que le film sera une « réinvention contemporaine de la plus ancienne équipe de super-héros Marvel ».
En cours de production du film, le réalisateur se voit remplacé sur les suites planifiées, ainsi que sur un projet film de l'univers Star Wars (également produit par la Fox et Disney). Cette séparation est officiellement justifiée par des « divergences artistiques ». Selon The Hollywood Reporter, le tournage s’est mal passé et Josh Trank était parfois « très isolé ». Certaines scènes ont dû être à nouveau tournées, trois mois avant la sortie du film.
À trois semaines de la sortie, Josh Trank annonce que le film ne sortira pas en 3D, car il veut que l'expérience du visionnage soit la plus pure possible.

## Accueil

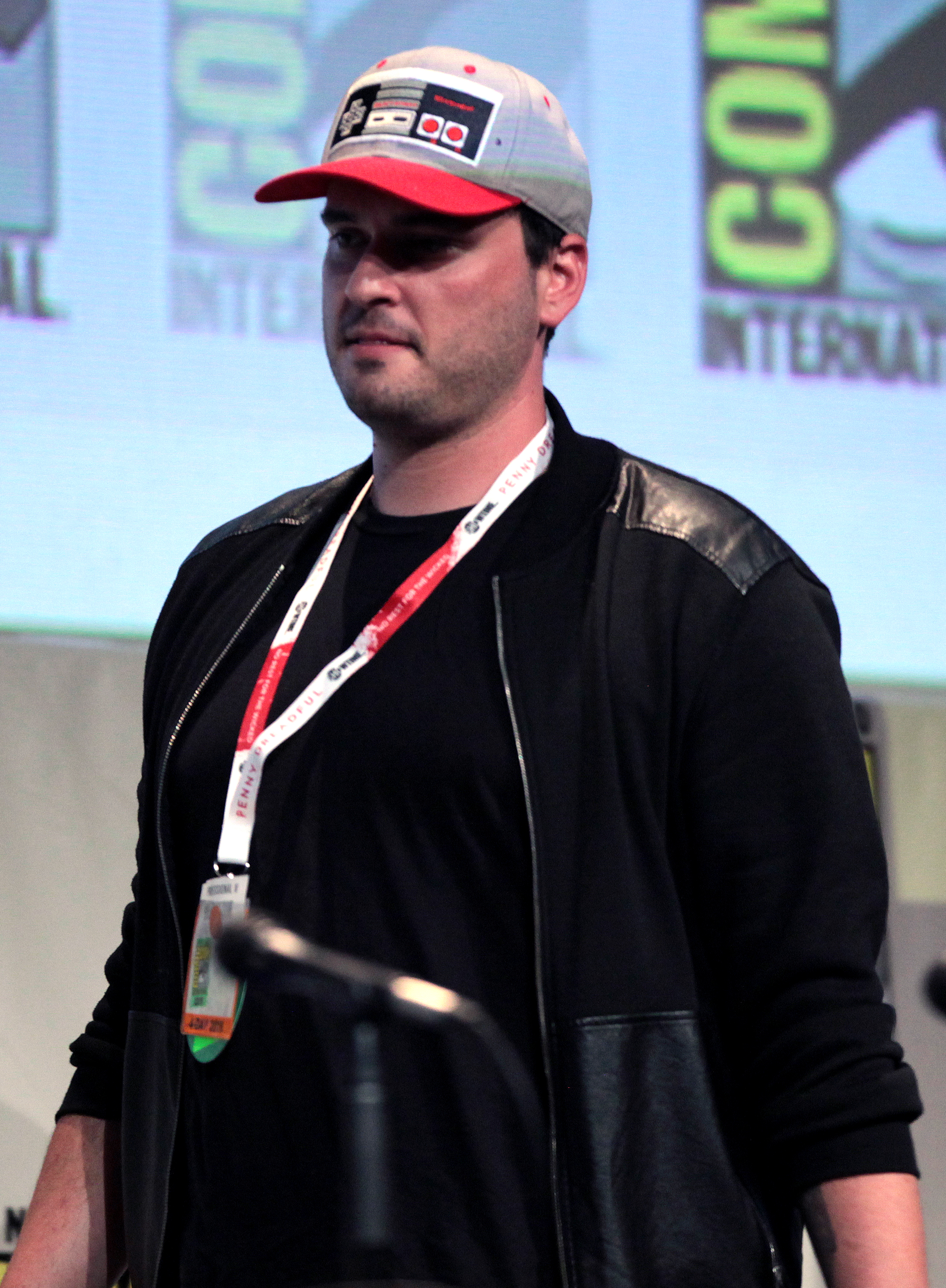
Le réalisateur du film Josh Trank au San Diego Comic-Con 2016.

### Accueil critique
Dans l'ensemble, Les Quatre Fantastiques reçoit un accueil très négatif. Sur le site de Metacritic, il obtient un Metascore de 27/100, basé sur 40 avis. Le site de Rotten Tomatoes lui donne un taux d'approbation de 9 %, basé sur 195 votes.
En France, sur le site d'Allociné, la presse lui donne une moyenne de 2/5, basée sur 14 critiques presse.
Le site d'information 20 minutes explique cette mauvaise performance par « des effets spéciaux médiocres, les scènes d’exposition trop longues des personnages, un manque d’humour ou d’émotion et une bataille finale bâclée ». Le chroniqueur cinéma Vincent Malausa explique sur le site du Post.fr que le film est « une catastrophe industrielle aseptisée et affligeante ».
À la suite de cette unanimité contre le film, le réalisateur Josh Trank brise la "loi du silence", souvent imposée par Hollywood qui interdit toute critique négative d'un film lors de sa promotion par les acteurs et le réalisateur. Il écrit ainsi sur Twitter : « Il y a un an, j’avais une version fantastique du film. Et il aurait reçu d’excellentes critiques. Vous ne le verrez probablement jamais. ». Alors que sa version du film faisait 140 minutes et qu'il comptait la réduire à 120 ou 130 minutes, celle sortie au cinéma qui ne dure que 101 minutes est selon lui une « version saccagée ».

### Box-office
Aux États-Unis, le film récolte 2,7 millions de dollars lors des avant-premières du 6 août le soir, ce qui est peu. C'est même du jamais vu pour un film de super-héros car c'est moins qu'Ant-Man (6.4 millions de $), Wolverine : Le Combat de l'immortel (4 millions de $), Green Lantern (3.35 millions de $) ou encore Thor (3.25 millions de $). Lors de ses premiers jours d'exploitation, il cumule un montant de 11 300 000 $. Pour son premier week-end d'exploitation, le film cumule 26 200 000 $.
En France, lors des séances de 14 h à Paris du 5 août 2015, Les Quatre Fantastiques cumule 2 157 entrées dans 21 salles. Il effectue le meilleur démarrage des films sortis le même jour, devant Ted 2 qui ne cumule que 929 entrées. Lors de son premier jour d'exploitation, le film cumule 184 633 entrées, alors que Les Quatre Fantastiques et Les Quatre Fantastiques et le Surfer d'Argent avaient cumulé 210 404 entrées (2005) et 208 717 entrées (2007).
| Pays ou région    | Box-office        | Date d'arrêt du box-office | Nombre de semaines |
| ----------------- | ----------------- | -------------------------- | ------------------ |
| États-Unis Canada | 56 117 548 $      | 18 octobre 2015            | 11                 |
| France            | 1 201 597 entrées | 18 octobre 2015            | 11                 |
| Mondial           | 167 977 596 $     | 18 octobre 2015            | 11                 |

## Distinctions
Entre 2015 et 2016, le film Les Quatre Fantastiques a été sélectionné 12 fois dans diverses catégories et a remporté 8 récompenses,.

### Récompenses
- Association des critiques de cinéma de Saint-Louis 2015 : Prix SLFCA du pire film de l'année.
- CinemaCon 2015 : Prix CinemaCon du meilleur casting pour Jamie Bell, Michael B. Jordan, Kate Mara et Miles Teller[41].
- Prix Schmoes d'or 2015 :
  - Schmoes d'or du pire film de l'année,
  - Schmoes d'or de la plus grande déception de l'année.
- Prix de la Télévision de divertissement Afro-Américaines 2016 : Prix BET du meilleur acteur pour Michael B. Jordan.
- Prix Razzie 2016[42] :
  - Pire film pour Josh Trank,
  - Pire suite, préquelle, remake ou plagiat pour Josh Trank,
  - Pire réalisateur pour Josh Trank.

### Nominations
- Société des critiques de cinéma de Houston 2015 : Pire film[43]
- Prix du jeune public 2016 : Meilleur film de science-fiction ou fantastique[44].
- Prix Razzie 2016[42] :
  - Pire scénario pour Josh Trank, Simon Kinberg et Jeremy Slater,
  - Pire combinaison à l'écran pour Miles Teller, Kate Mara, Michael B. Jordan et Jamie Bell.

## Commentaires
Le film, voulant proposer une version modernisée du groupe de héros, puise notamment en grande partie ses inspirations dans le comics Ultimate Fantastic Four écrit par Brian Michael Bendis et Mark Millar. En effet, tout comme dans le comics de 2004, l'origin story du groupe est totalement réinventée par rapport à celles des comics originaux : l'équipe acquiert désormais ses pouvoirs, non pas à la suite d'une expédition spatiale, mais d'un voyage dans une dimension parallèle tournant à la catastrophe. Le film fait également des héros, d'habitude trentenaires et quadragénaires, ici de jeunes adultes, tout comme dans la version Ultimate, et suit en bonne partie le cheminement de la bande dessinée.
D'autres éléments sont également repris du comics Ultimate, par exemple de faire de Reed et Ben des amis d'enfance, la construction par un très jeune Richards de la machine à se téléporter ou encore de faire du Baxter Building un bâtiment destiné aux jeunes talents scientifiques.

## Projet de suite
En mars 2014, avant même le début du tournage du film, la 20th Century Fox annonce une suite avec une date de sortie prévue pour le 14 juillet 2017. Par la suite, en janvier 2015, la sortie est avancée au 2 juin 2017 ; le film La Planète des singes : Suprématie prend alors l'ancienne date de sortie de la suite. Deux mois plus tard, la sortie change légèrement de date pour le 9 juin 2017, peu de temps après l'annonce de la date de sortie de Star Wars, épisode VIII : Les Derniers Jedi fixée au 26 mai 2017. Cependant, en raison de l'échec critique et commercial du film, l'avenir de la suite est remis en question. À défaut de produire une suite, les droits cinématographiques de la franchise reviendraient à Marvel Studios.
En septembre 2015, lors du festival international du film de Toronto, Simon Kinberg déclare être « vraiment concentré sur le prochain ». Malgré le fait qu'il soit déçu de l'accueil du film, le producteur et co-scénariste du film espère la même distribution. Le même mois, Kate Mara, qui interprète la Femme invisible dans le film, annonce qu'une suite est peu probable, mais qu'elle aimerait que celle-ci se réalise et qu'elle reprendrait son rôle. En novembre 2015, bien que le film ne soit pas officiellement annulé, la Fox le retire de son calendrier des sorties. En mai 2016, Simon Kinberg déclare qu'il souhaite faire un second film avec la même distribution. En 2018, Miles Teller veut également une suite ou un reboot où il reprendrait son rôle de Reed Richards/Mr Fantastique. À la suite de l'acquisition de 21st Century Fox par Disney, un nouveau reboot — réalisé par Jon Watts — est annoncé. Le film sera cette fois intégré à l'univers cinématographique Marvel débuté en 2008. Finalement réalisé par Matt Shakman, Les Quatre Fantastiques : Premiers pas sort à l'été 2025.